# Quincy-Landzécourt
Quincy-Landzécourt é uma comuna francesa na região administrativa de Grande Leste, no departamento de Meuse. Estende-se por uma área de 12,48 km². Em 2010 a comuna tinha 142 habitantes (densidade: 11,4 hab./km²).